# Velódromo de Son Moix
El Velódromo de Son Moix es una pista de ciclismo en pista al aire libre de Palma (Islas Baleares, España), inaugurada en 1987 y de titularidad municipal. Fue el principal (y único) velódromo de la ciudad hasta la construcción del Palma Arena.
Fue planificado como parte integrante del complejo deportivo municipal de Son Moix, el cual dio comienzo con la construcción del pabellón de deportes en 1976. Posteriormente se le añadió el mismo velódromo (1987), pistas de tenis y un campo de fútbol (1993) y finalmente el estadio (1999).

## Historia
La pista fue inaugurada el 5 de junio de 1987 con la disputa de los campeonatos de España en pista en categoría femenina (aficionadas y juveniles) y masculina (juveniles) del 5 al 7 de junio. Desde entonces acogió numerosas pruebas ciclistas en todas sus categorías.
Desde 2006 aproximadamente las pruebas ciclistas se han ido espaciando hasta casi desaparecer, en parte por la inauguración del Palma Arena en 2007, velódromo cubierto mucho más capaz y versátil, y en parte por deficiencias en su mantenimiento. 
A principios de 2018 se aprobó un proyecto de rehabilitación de la pista, que dio comienzo a mediados del mismo año y finalizó en noviembre del mismo. Posteriormente fue inaugurada la pista de atletismo en su interior, bautizada con el nombre de Pista de atletismo Mateo Domínguez.
Es una de las cuatro pistas ciclistas que han existido en la ciudad y una de las dos que continúa en activo. Antes existió el Velódromo de Son Espanyolet (1893-1911) y el Velódromo de Tirador (1903 e inactivo desde 1973). Actualmente están en activo el propio Son Moix y el Palma Arena, desde 2007.

## Eventos

### Competiciones nacionales
Desde que fue inaugurado Son Moix ha acogido los campeonatos nacionales en diversas ocasiones. En parte sucedió en protagonismo al Velódromo Andreu Oliver de la localidad vecina de Algaida.
- Campeonato de España de velocidad: 1996
- Campeonato de España de velocidad olímpica: 1996
- Campeonato de España de medio fondo tras moto stayer: 1987, 1988 y 1989
- Campeonato de España de persecución individual: 1987, 1996, 1997 y 2004
- Campeonato de España de persecución por equipos: 1996 y 1997
- Campeonato de España de americana: 1995, 1996 y 2004
- Campeonato de España de puntuación: 1996, 1997 y 2004
- Campeonato de España contrarreloj salida parada: 2004
- Campeonato de España de Keirin: 2004
- Campeonato de España de Scratch: 2004

### Competiciones regionales
A nivel balear la pista ha acogido pruebas de los campeonatos regionales desde su inauguración en todas sus modalidades.
- Campeonato de Baleares de velocidad: 1987, 1988, 1989, 1991, 1993, 1994, 1995, 1996, 1997, 2001, 2002, 2003 y 2004
- Campeonato de Baleares de fondo: 1987, 1988, 1989, 1991 y 1993
- Campeonato de Baleares de medio fondo tras moto stayer: 1988
- Campeonato de Baleares de persecución: 1987, 1988, 1989, 1991, 1993, 1994, 1995, 1996, 1997, 2001, 2002, 2003, 2004 y 2005
- Campeonato de Baleares de americana: 2002, 2003, 2004 y 2005
- Campeonato de Baleares de puntuación: 1991, 1994, 1995, 1996, 1997, 1999, 2001, 2002, 2003, 2004, 2005
- Campeonato de Baleares de salida parada: 1987, 1988, 1989, 1991, 1993, 1994, 1995, 1996, 2001, 2002, 2003 y 2004
- Campeonato de Baleares de Keirin: 2001, 2002, 2003, 2004 y 2005
- Campeonato de Baleares de Scratch: 2002, 2003, 2004 y 2005

### Competiciones de ciclismo femenino
En la pista se han organizado varios campeonatos oficiales en categoría femenina.
- Campeonato de España de persecución: 1987
- Campeonato de Baleares de velocidad: 1988 y 1994
- Campeonato de Baleares de persecución: 1988 y 1989